# 坎迪多齒鱷屬
坎迪多齒鱷屬（屬名：Candidodon）是鱷形超目諾托鱷類的ㄧ屬，生存於白堊紀早期的巴西。屬名意為「Cândido的牙齒」，是以巴西科學家Cândido Simões Ferreira為名。
坎迪多齒鱷的最明顯特徵，是顎骨的內鼻孔非常長。在2004年，坎迪多齒鱷被歸類於新建立的坎迪多齒鱷科（Candidodontidae）。坎迪多齒鱷最初被認為是馬里利亞鱷的近親。2006年的種系發生學研究，提出馬里利亞鱷其實是科瑪繪鱷的近親，屬於科瑪繪鱷科；而馬里利亞鱷、坎迪多齒鱷其實是遠親。如果這個研究屬實，坎迪多齒鱷科將只有坎迪多齒鱷屬。